# 小行星3809
小行星3809（3809 Amici）是一颗绕太阳运转的小行星，为主小行星带小行星。该小行星于1984年3月26日发现。

## 轨道参数
小行星3809的轨道半长轴为2.6941350 UA，离心率为0.105。